# 杜若
杜若是鸭跖草科杜若属的植物。

## 形态
多年生草本，根状茎长而横走；茎直立，被有柔毛；叶子无柄，长椭圆形叶片，叶鞘无毛；夏季开白色花，蝎尾状聚伞花序集成圆锥花序；蓝黑色球形浆果。

## 分布
分布于朝鲜、日本以及中国大陸的广西、四川、湖北、安徽、广东、江西、浙江、福建、湖南、贵州以及台湾本島中北部等地，生长于海拔600米至1,200米的地区，常生于山谷林下，目前尚未由人工引种栽培。

## 延伸阅读
[在维基数据编辑]
 《欽定古今圖書集成·博物彙編·草木典·杜若部》，出自陈梦雷《古今圖書集成》
 《植物名實圖考·杜若》，出自吳其濬《植物名實圖考》